# Contea di Inje
La contea di Inje (Inje-gun; 인제군; 麟蹄郡) è una delle suddivisioni della provincia sudcoreana del Gangwon.
Ospita il circuito di Inje Speedium.